# Iglesia de Saint-Nectaire
La Iglesia [de] San Nectario (en francés: église de Saint-Nectaire), dedicada a san Nectario de Auvernia, es una iglesia medieval francesa de estilo románico auvernés situada en el monte Cornadore en la comuna de Saint-Nectaire, departamento de Puy-de-Dôme de la región de Auvernia-Ródano-Alpes.  
Es una de las cinco iglesias románicas de Auvernia llamadas «mayores» (majeures), con la basílica de Nuestra Señora del Puerto de Clermont-Ferrand, la iglesia de San Austremonio de Issoire, la basílica de Nuestra Señora de Orcival y la iglesia de Notre-Dame de Saint-Saturnin.
Fue objeto de una clasificación al título de monumento histórico de Francia, parte de la primera lista de monumentos históricos del país, la lista de monumentos históricos de 1840, que contaba con 1034 monumentos. 

## Historia
La iglesia de San Nectario se inició aproximadamente hacia 1080 y fue construida principalmente entre 1146 y 1178. Está dedicada a  san Nectario de Auvernia, evangelizador de Auvernia que murió en el siglo III.
Hacia 1874 Louis-Clémentin Bruyère, arquitecto de los Monumentos Históricos, restauró las torres y el campanario de la iglesia después de su destrucción en 1794.

## Arquitectura

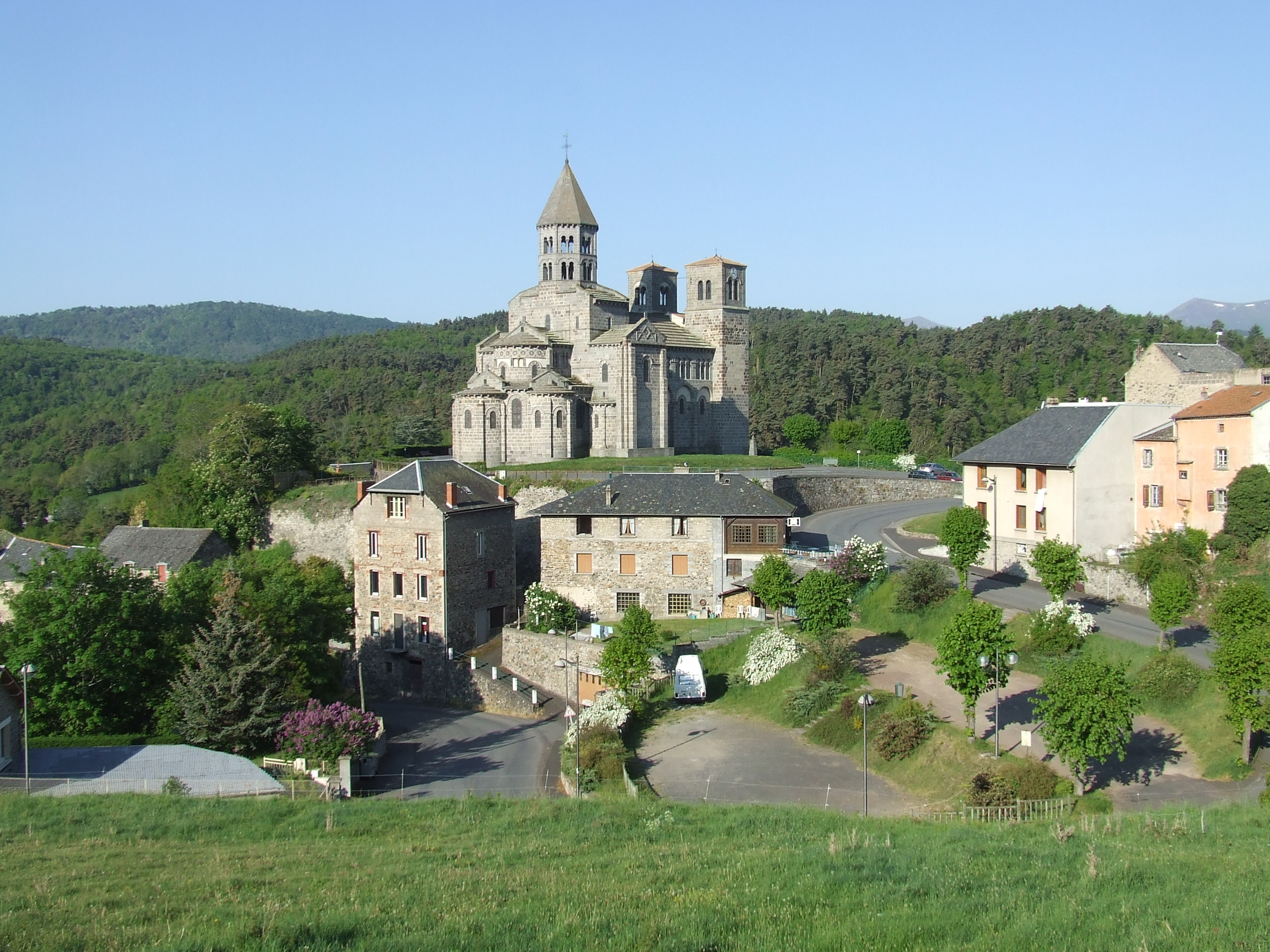
Vista lejana
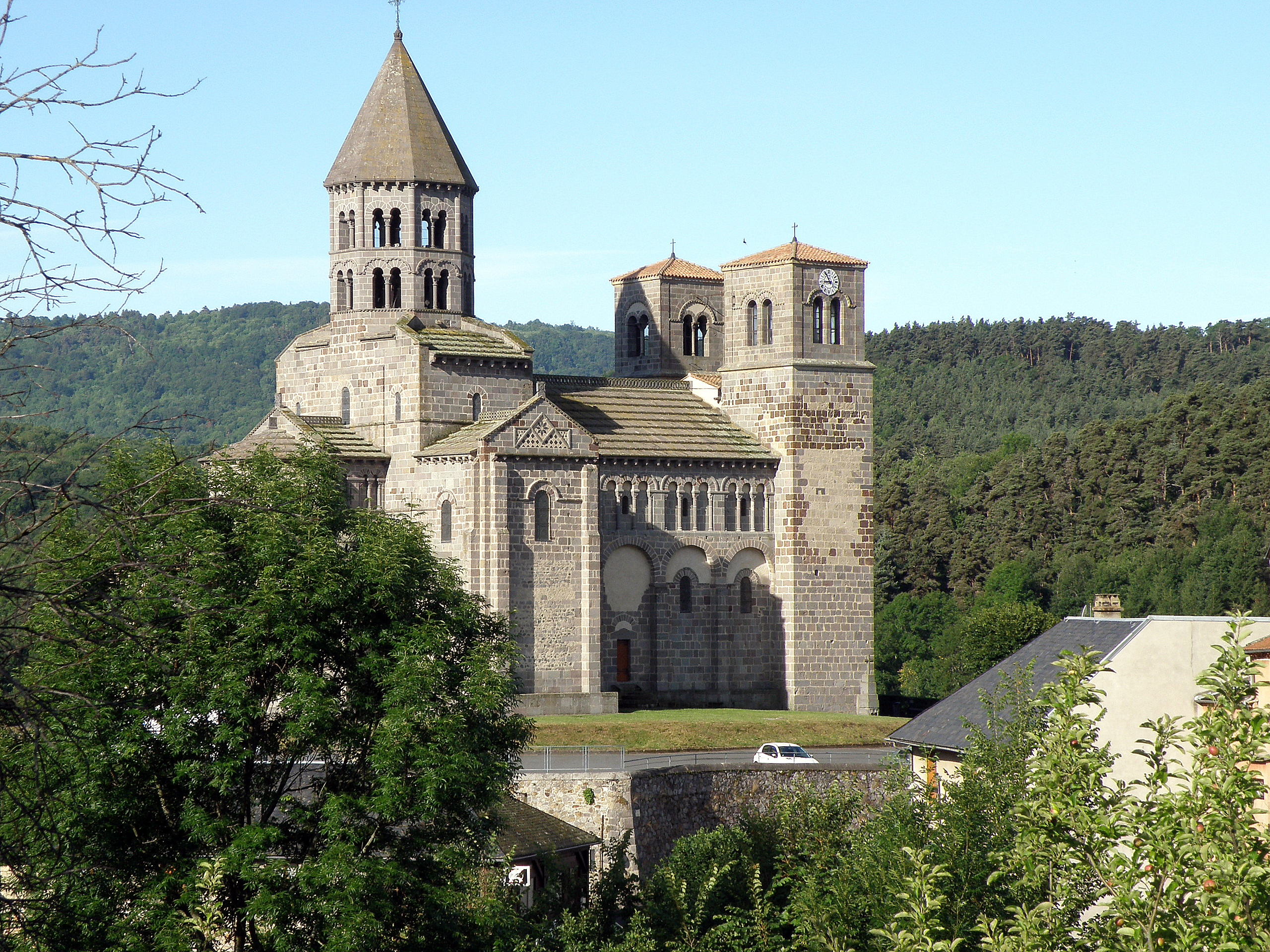
Vista próxima
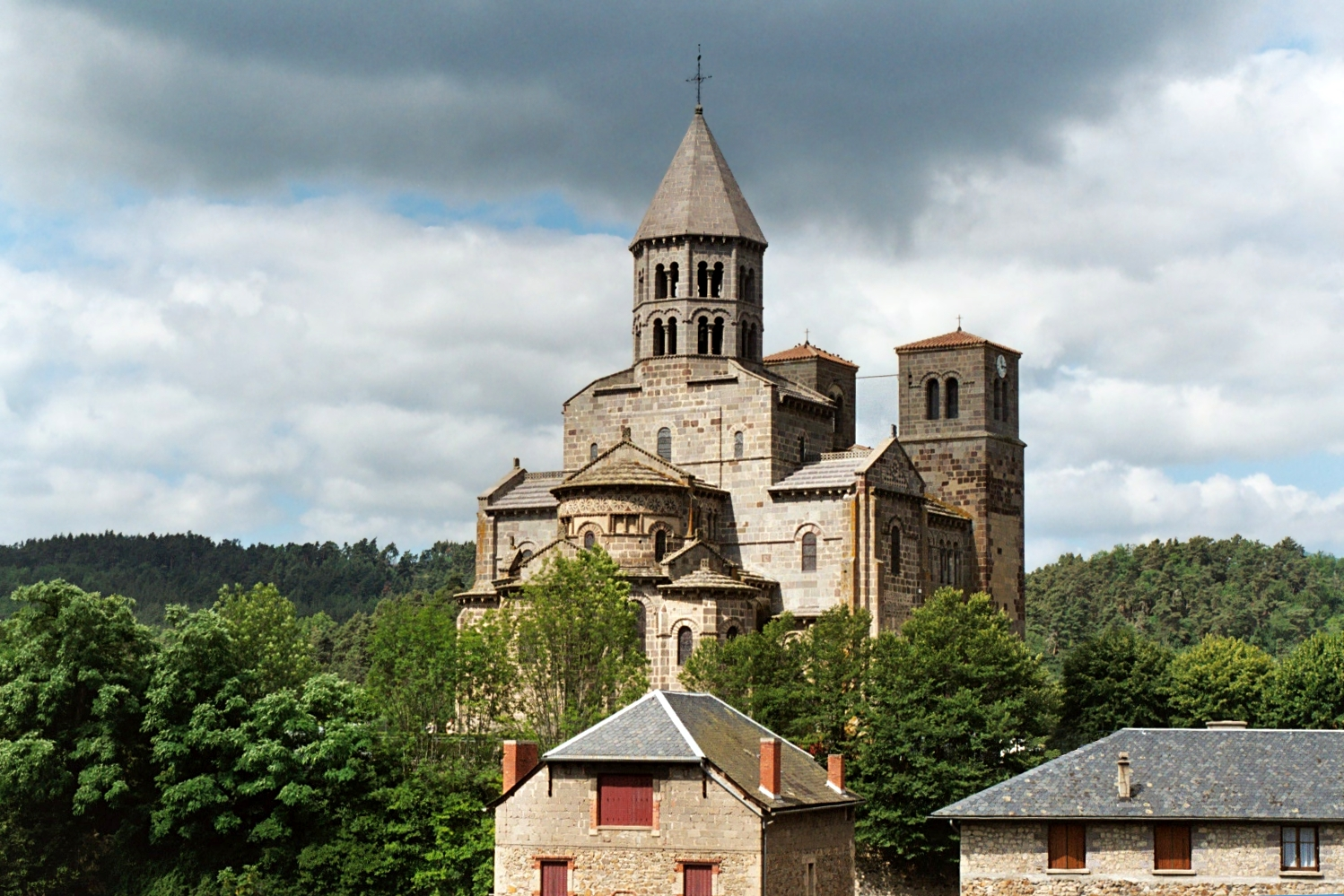
Cabecera
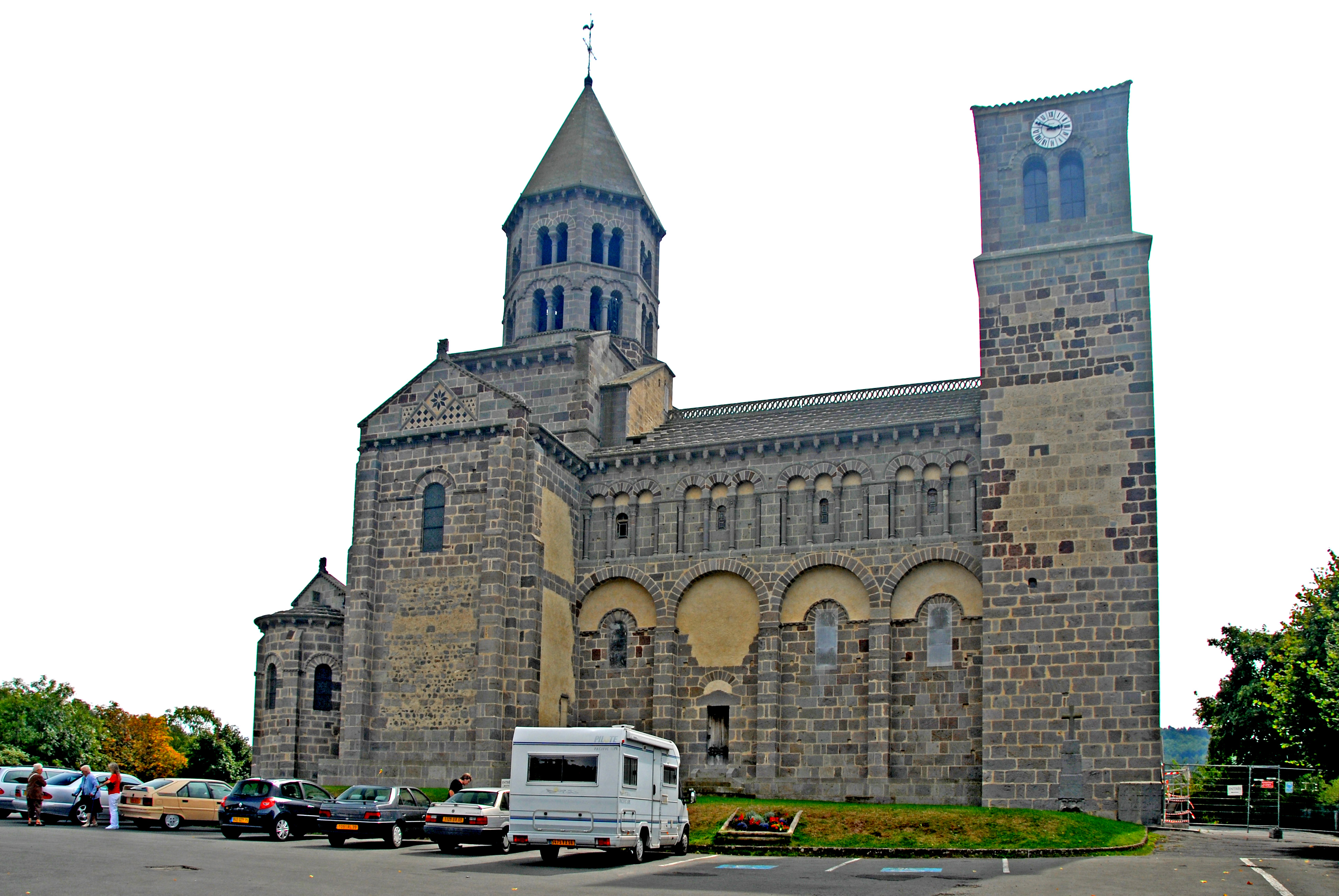
Lateral de la iglesia
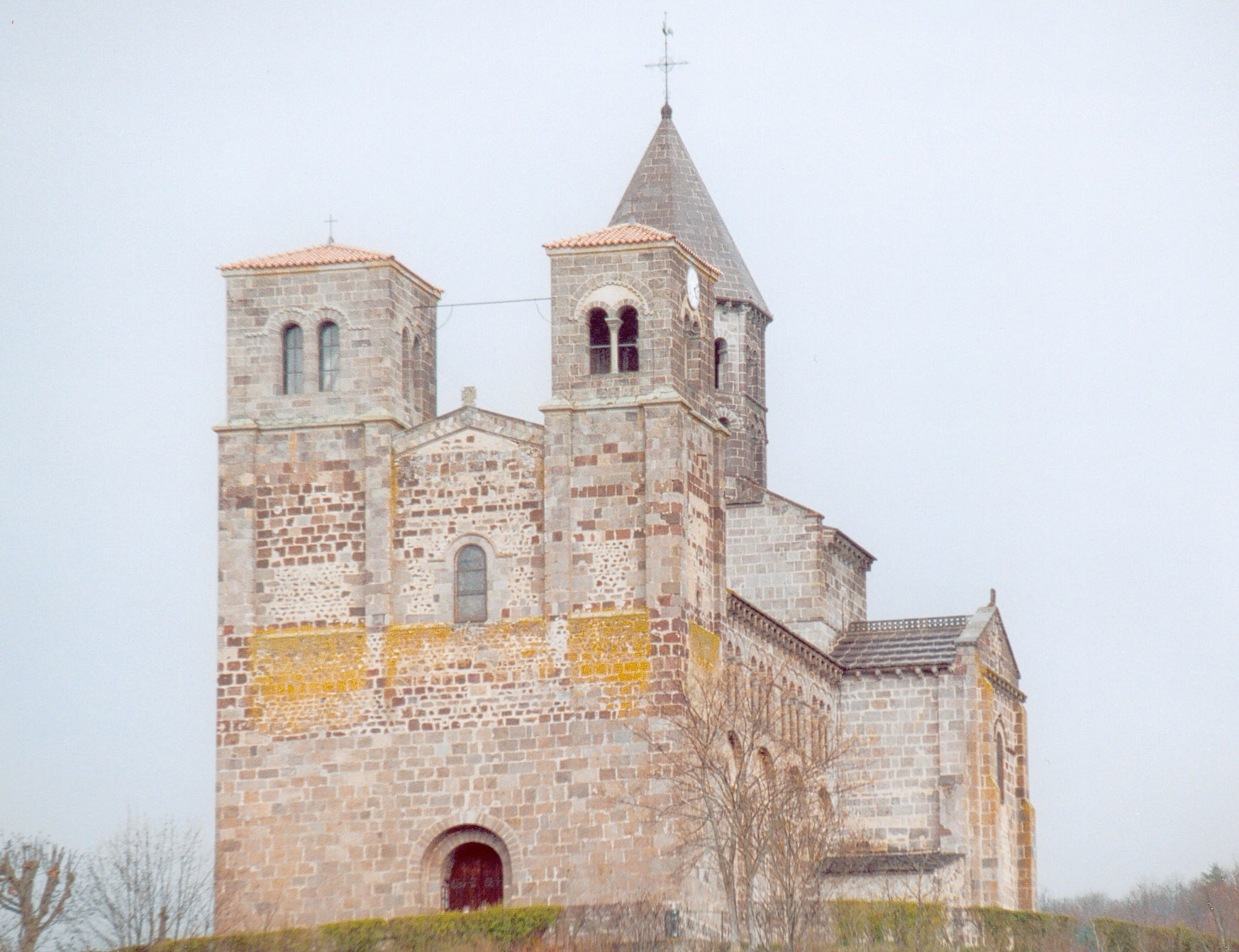
Fachada

### Estructura de la cabecera
La iglesia de San Nectario, construida en traquita (una piedra volcánica), y luego pintada, presenta una destacada cabecera románica auvernesa constituida por una escalonamiento de volúmenes de altura creciente:
- dos absidiolos adosados a los brazos del transepto
- tres capillas radiantes
- el deambulatorio
- el coro
- los brazos del transepto
- el «macizo barlong»
- el campanario octogonal

Su cabecera está algo menos desarrollada que la de la iglesia de San Austremonio de Issoire ya que no tiene más que tres capillas radiantes ni ninguna capilla axial rectangular.
La silueta característica y el impulso vertical de las cabeceras de Auvernia se deben al «macizo barlongo», este paralelepípedo alargado transversalmente que supera el crucero del transepto y está coronado por la torre del campanario. El aumento gradual de los volúmenes se acentúa aún más por los dos techos inclinados del "macizo barlongo" que enmarcan el nacimiento de la torre del campanario.

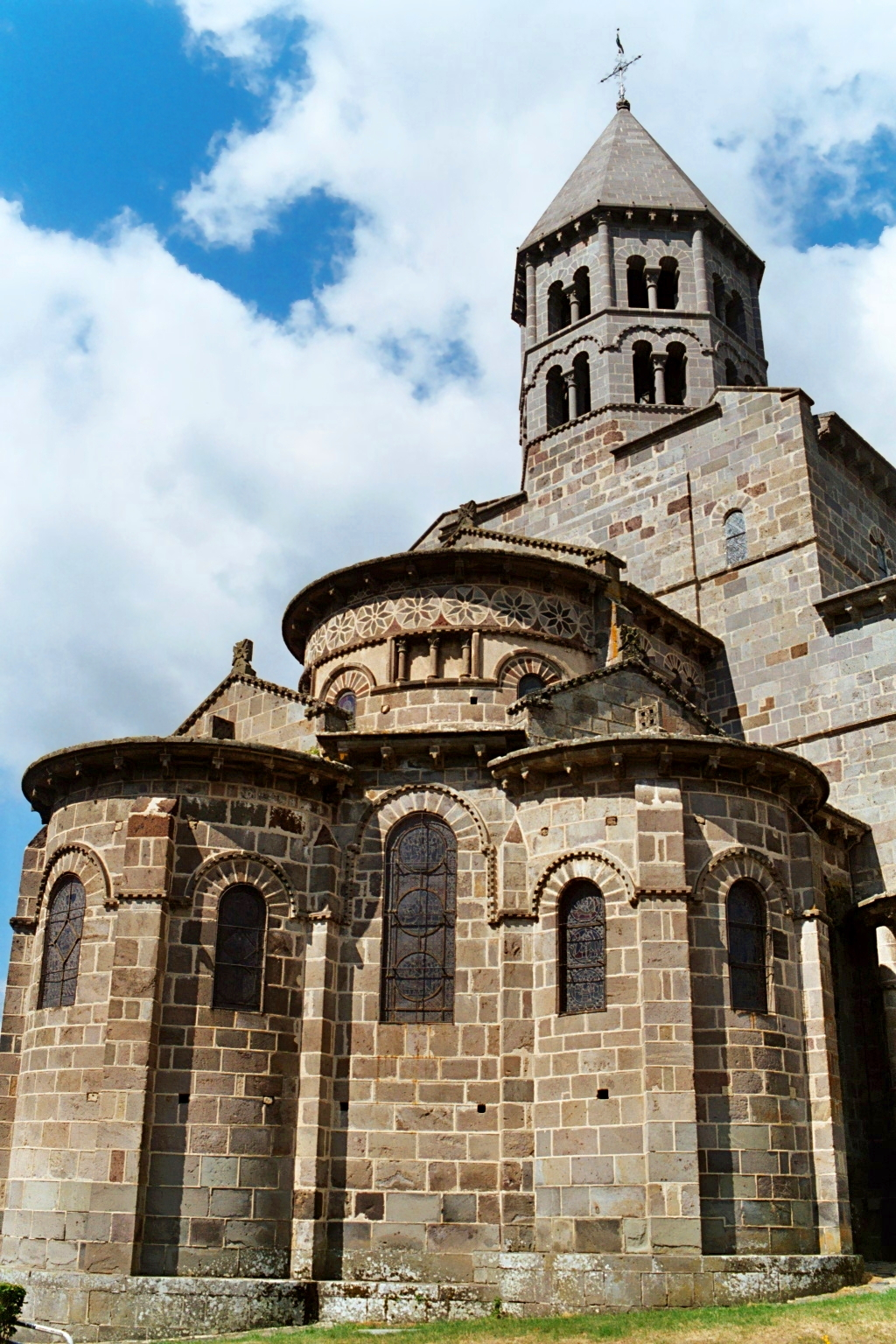
La cabecera
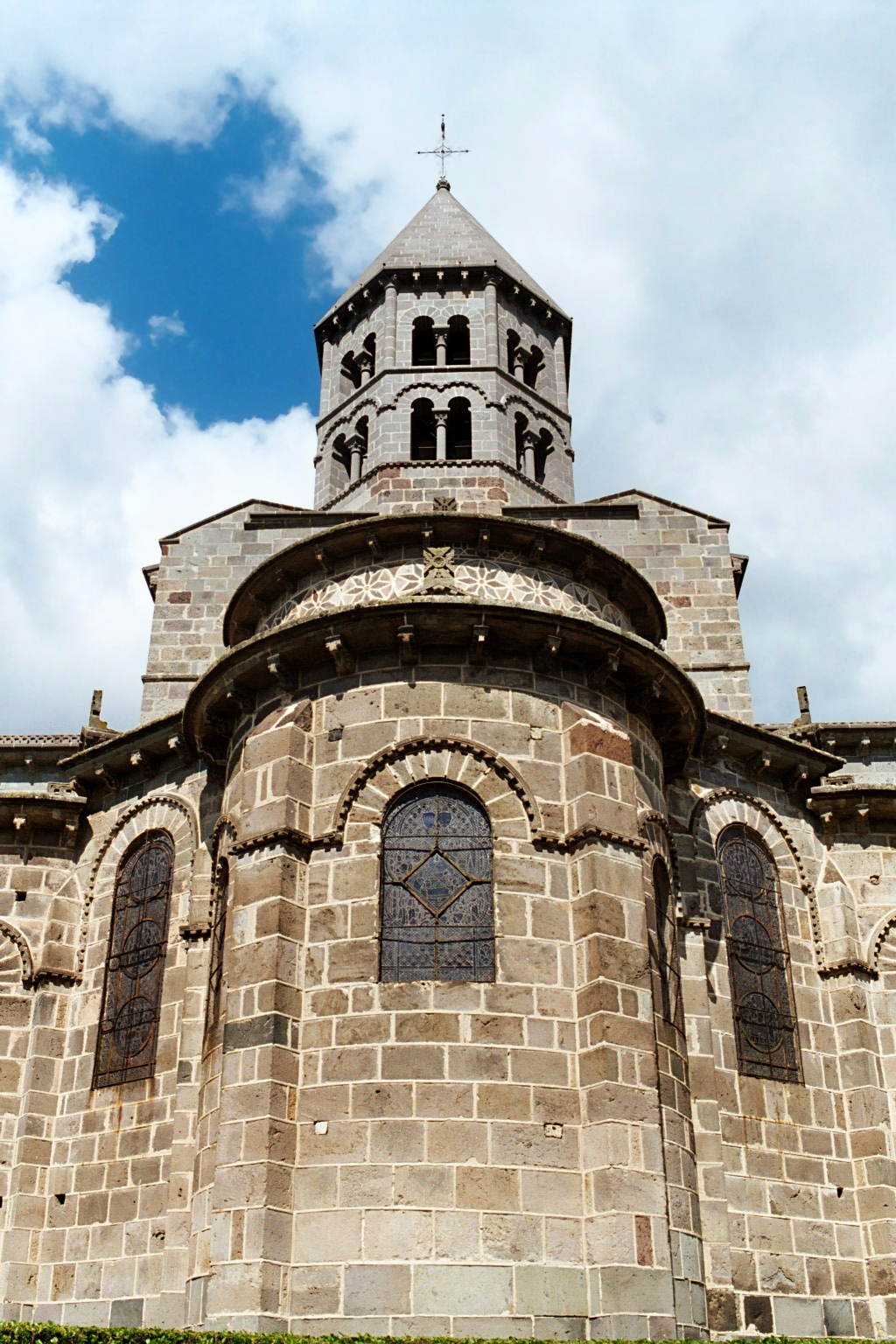
El escalonamiento de volúmenes hasta el campanario
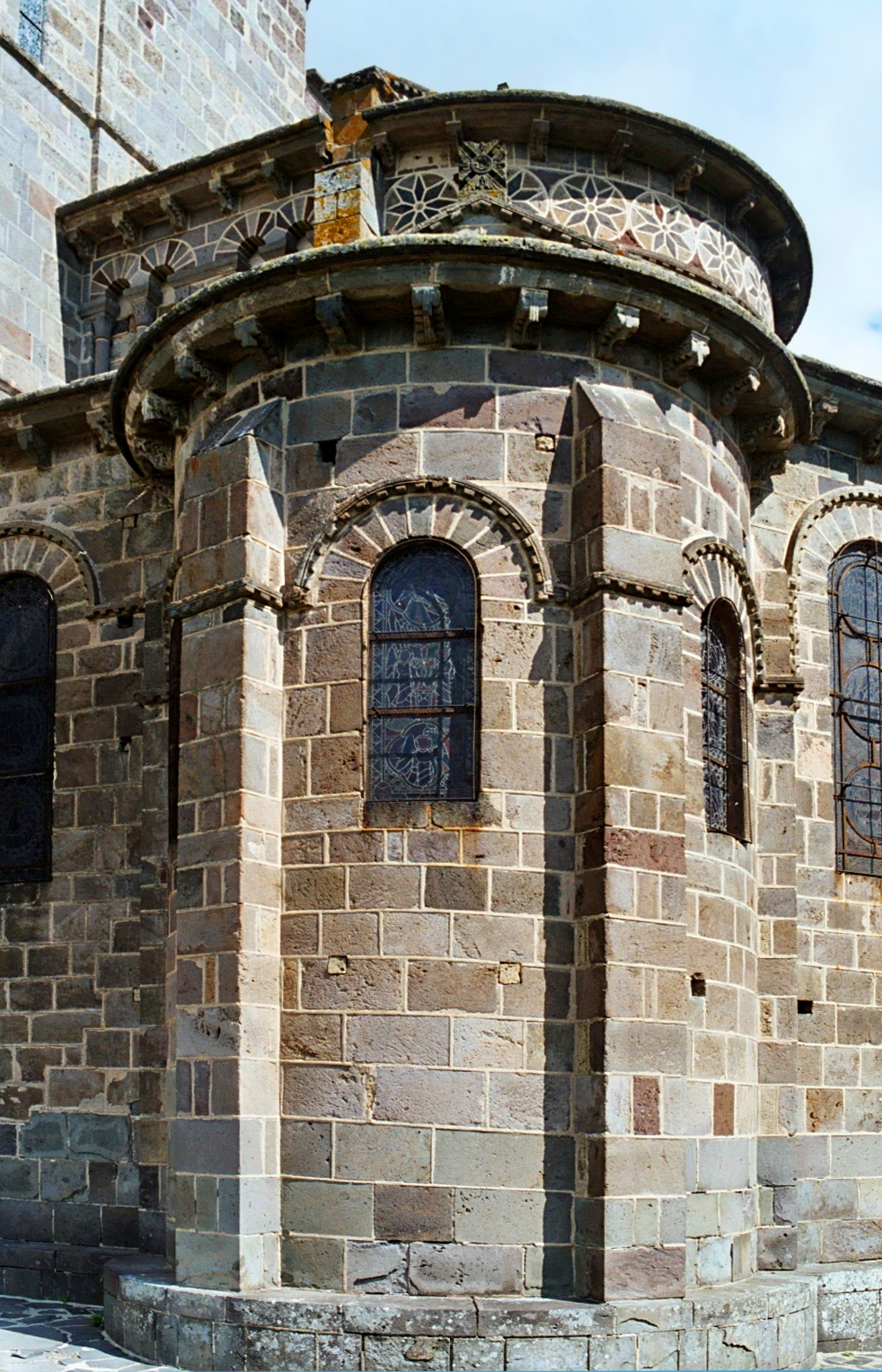
Una capilla radiante
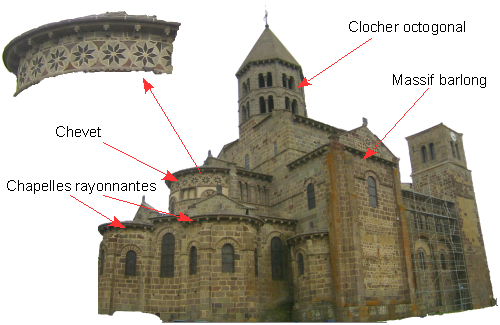
Esquema de la «pirámide auvernesa»

### Decoración exterior

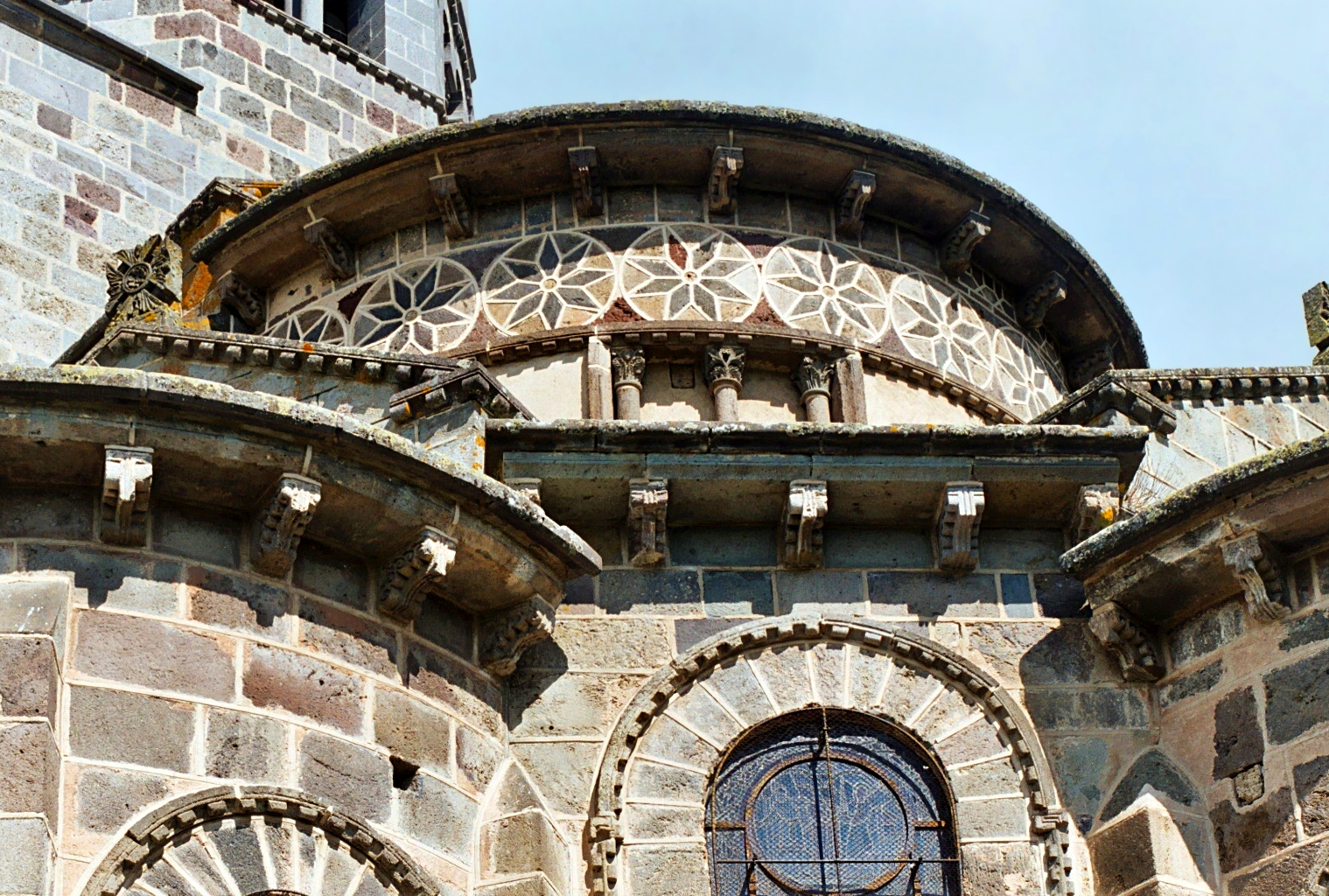
Detalle de la decoración policroma de la cabecera

La cabecera tiene una destacada decoración policroma.
En comparación con la iglesia Saint-Austremoine de Issoire, esta decoración es sin embargo mucho más sobria y la policromía combina más los tonos negro, marrón y beige que el blanco y el negro.
El coro, el deambulatorio y las capillas tienen cada uno una cornisa en gran medida desbordante soportada por modillones con capiteles.
Bajo la cornisa del coro se despliega un mosaico de rosetas policromas. Bajo este mosaico, las ventanas del coro alternan con camarines rectangulares que albergan cada uno tres columnillas.
Cada una de las capillas radiantes está adosada a un piñón rematada por un frontón triangular bordeado por un cordón de billettes y coronado con una cruz de piedra que sirve como antefija.
Los arcos de las ventanas del deambulatorio y de las capillas están decorados con dovelas policromas y bordeados por un cordón de billetes.
El «macizo barlongo», por su parte,  esta poco ornamentado.

### Fachadas laterales

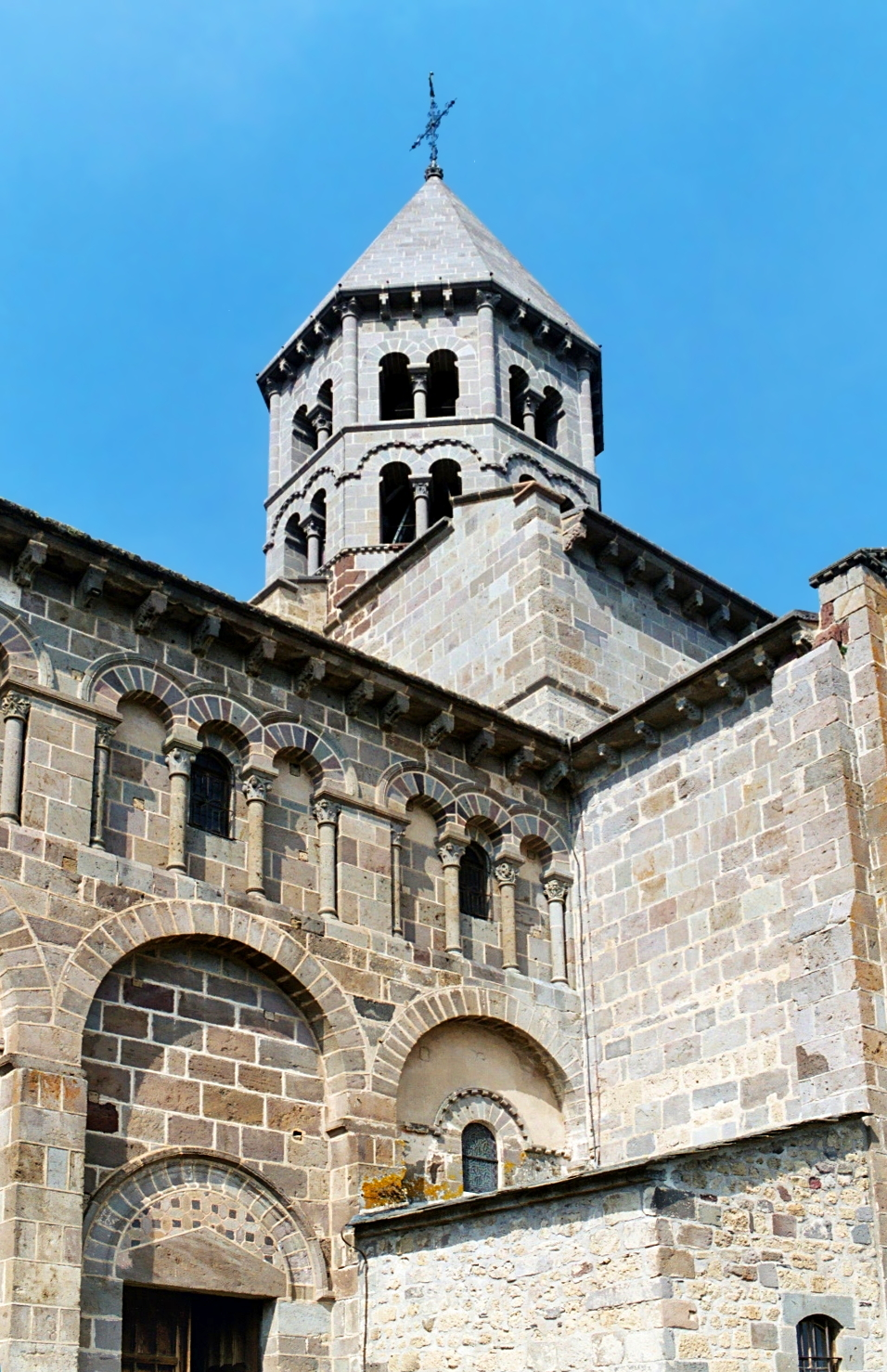
Fachada meridional, dintel en bâtière y campanario

La estructura de los muros laterales de la nave es del todo similar a la que se puede observar en la basílica de Nuestra Señora del Puerto y en la iglesia de San Austremonio de Issoire: las ventanas de las fachadas laterales de la nave, bordeadas por un cordón de billettes, se encuentran bajo grandes arcos de rigidez coronadas por tripletes de vanos ciegos.
La fachada meridional está perforada con un portal rematado por un dintel ensillada y por un tímpano decorado con un mosaico policromado.

### Interior
El interior no está tan policromado como  San Austremonio de Issoire, con la excepción de los capiteles de la rotonda y del deambulatorio.
El coro, cubierto con bóveda de horno, está rodeado por seis columnas coronadas con capiteles historiados que soportan arcos peraltados rematados por una segunda serie de vanos, alternativamente perforados y ciegos.
Los capiteles de la rotonda representan las santas en la tumba, la Pasión de Cristo, el descenso al Limbo y la Transfiguración.

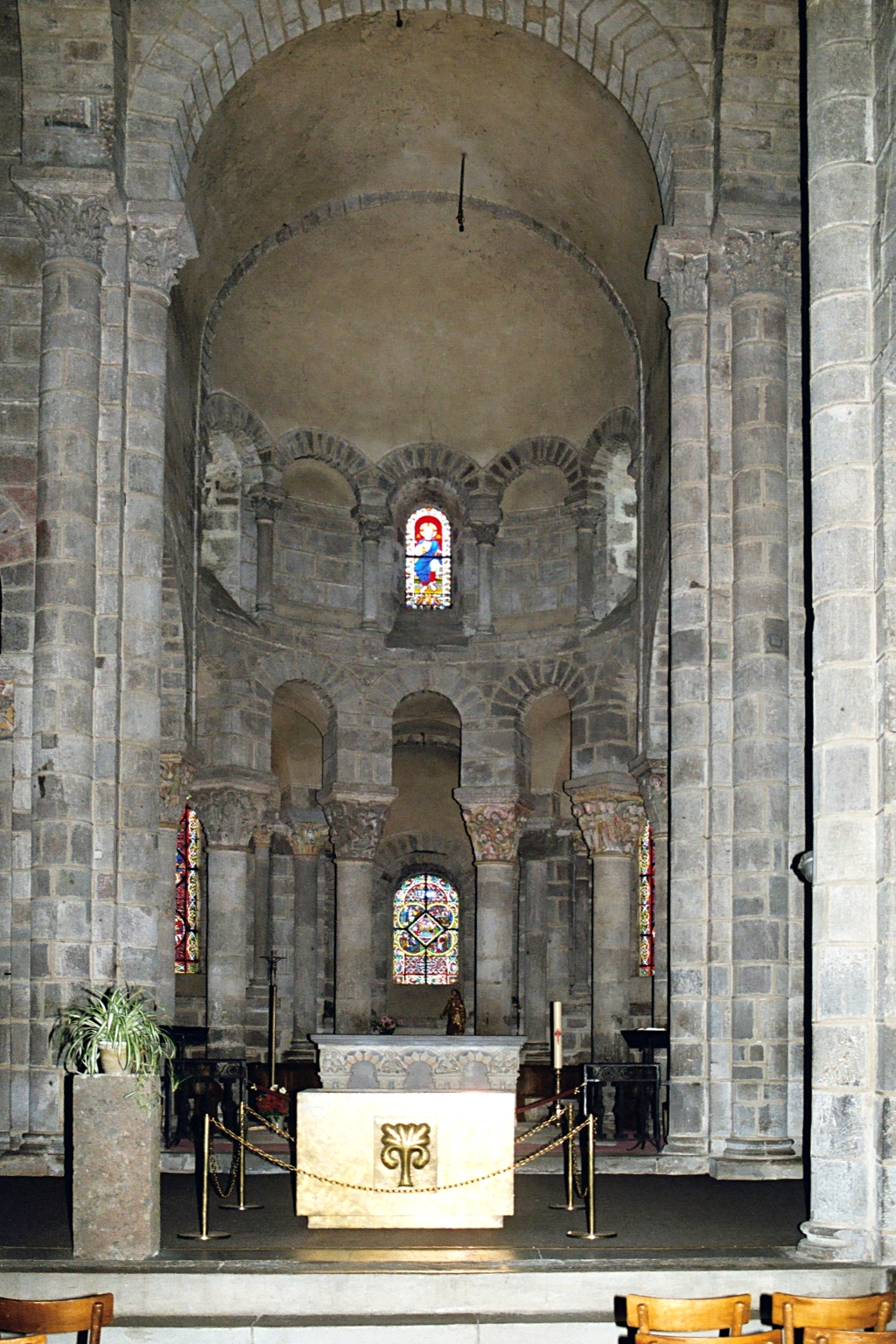
El coro
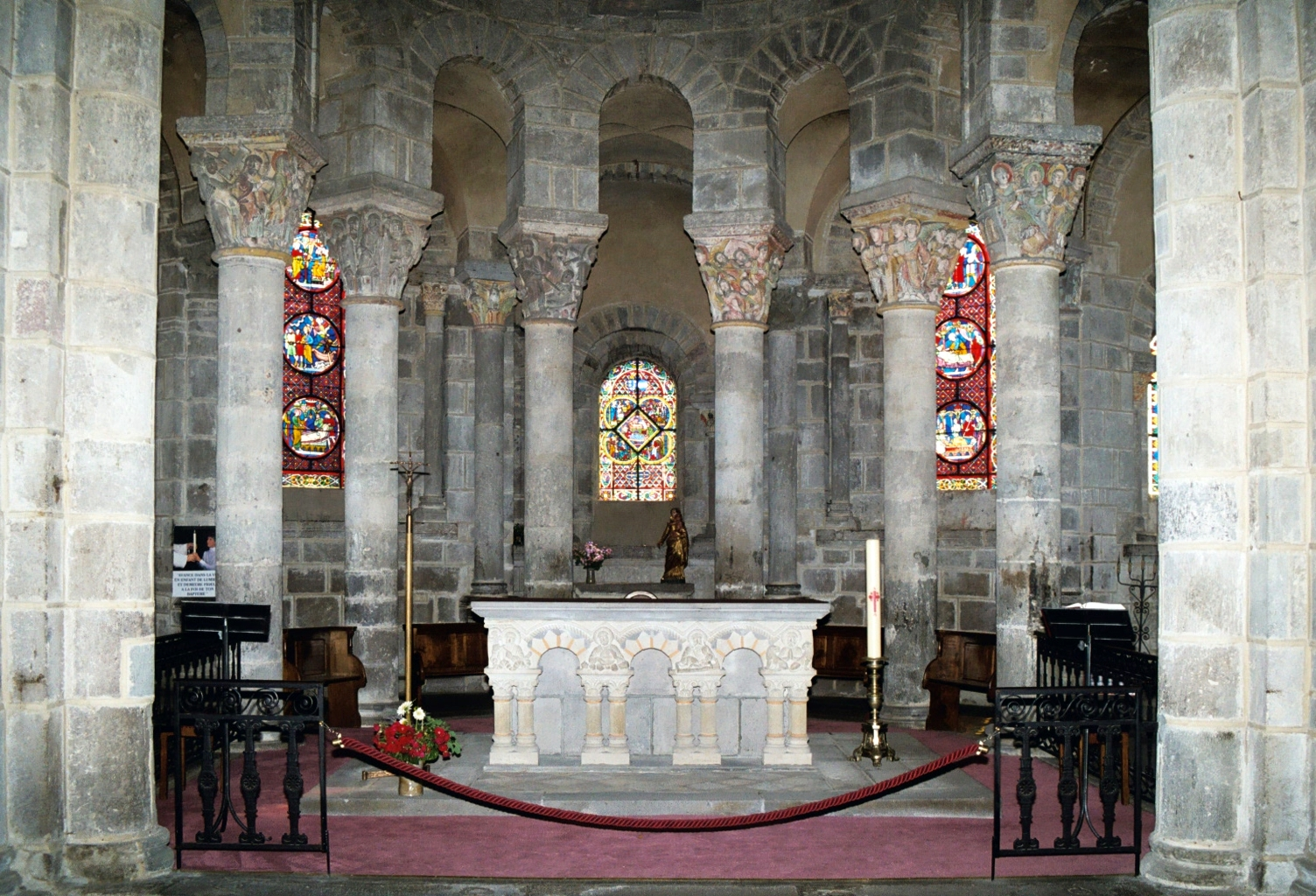
Las columnas y capiteles de la rotonda
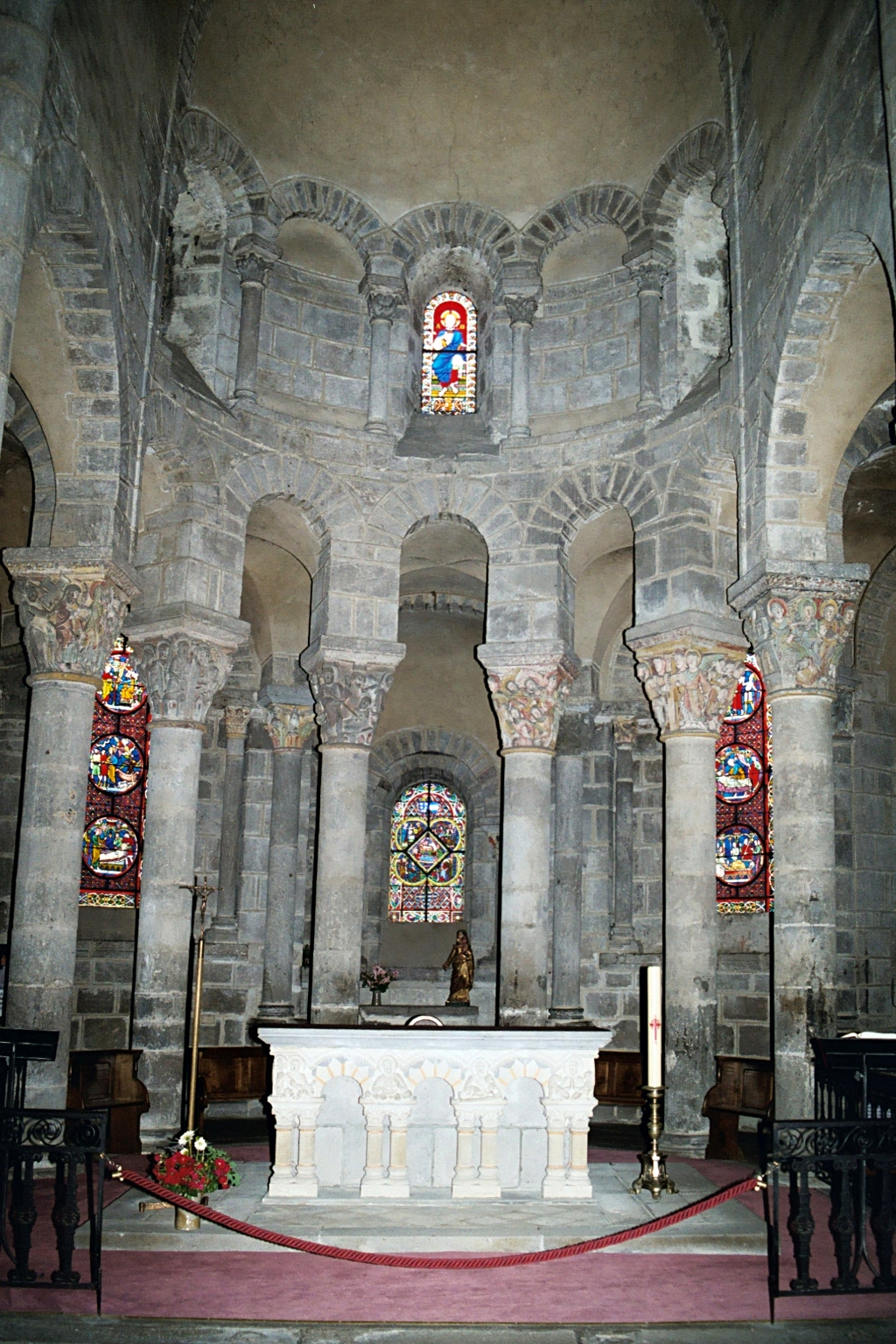
El coro

### Estatuaria
- Estatua de Nuestra Señora del Monte Cornadore: se trata de una estatua de madera de la Virgen y el Niño. La Virgen, colocada sobre un trono imperial, sujeta al niño Jesús bajo la apariencia de un adulto (no fue hasta el siglo XIII, que se le representa como un niño). Utiliza el modelo desaparecido de Clermont-Ferrand y el de Orcival. La estatua, hierática, s de madera recubierta con varias capas de telas pintadas (marouflage, enmascaramiento). En su espalda está colocado un cofre con las reliquias.[8]

- Busto de Saint-Baudime (siglo XV). Es una estatua hasta la cintura. La mano derecha bendice, mano izquierda sostiene un objeto hoy desaparecido. Está hecha de placas de cobre dorado repujadas sobre un núcleo de madera. Los ojos son de marfil con iris hechos de cuerno. La mayoría de los vidrios y piedras semi-preciosas fueron robados a lo largo del tiempo.[8]

- Estatua de san Nectario, evangelizador de los montes Dore. Estatua en madera  del siglo XV.[8]

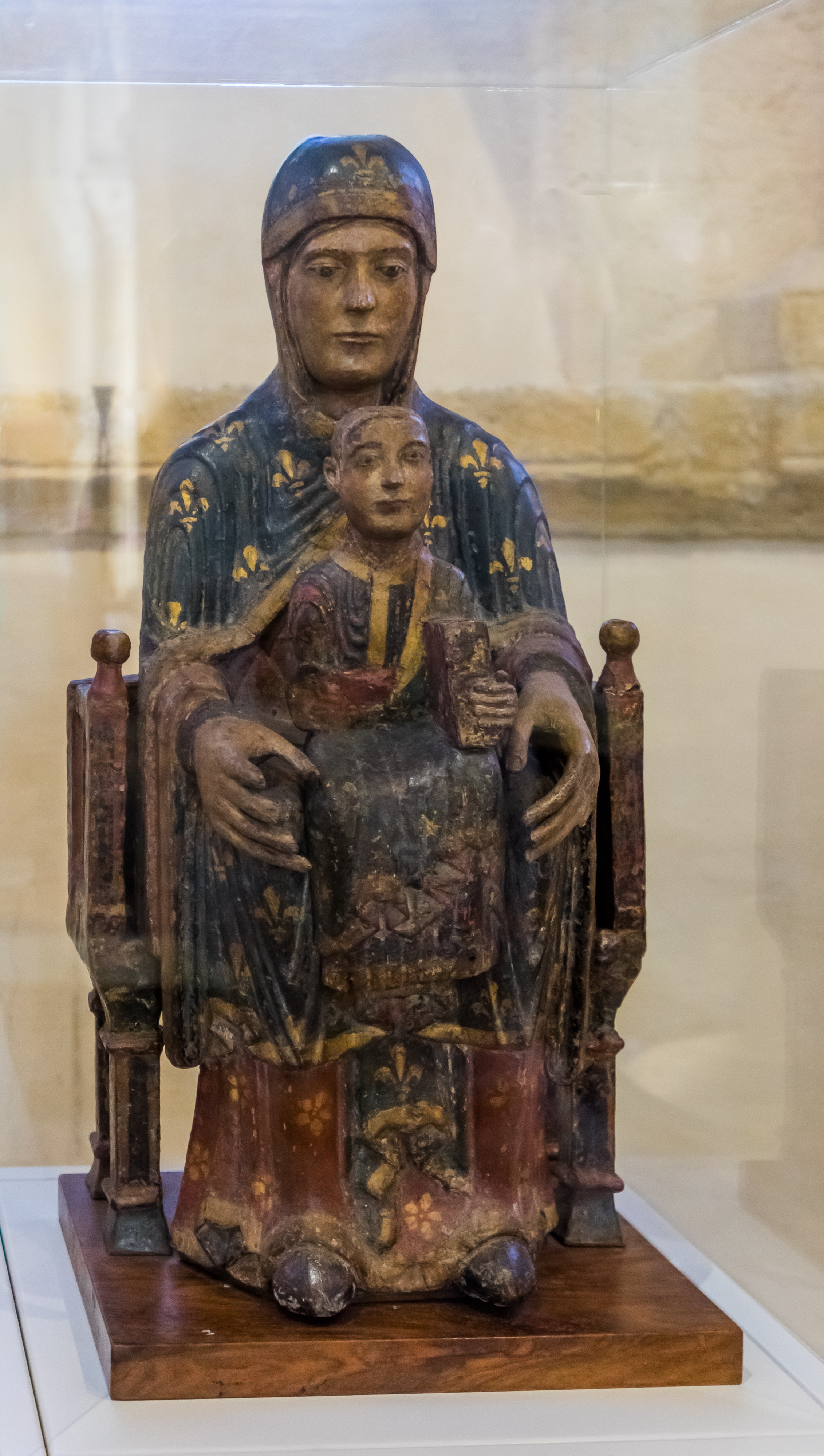
Notre-Dame-du-Mont-Cornadore
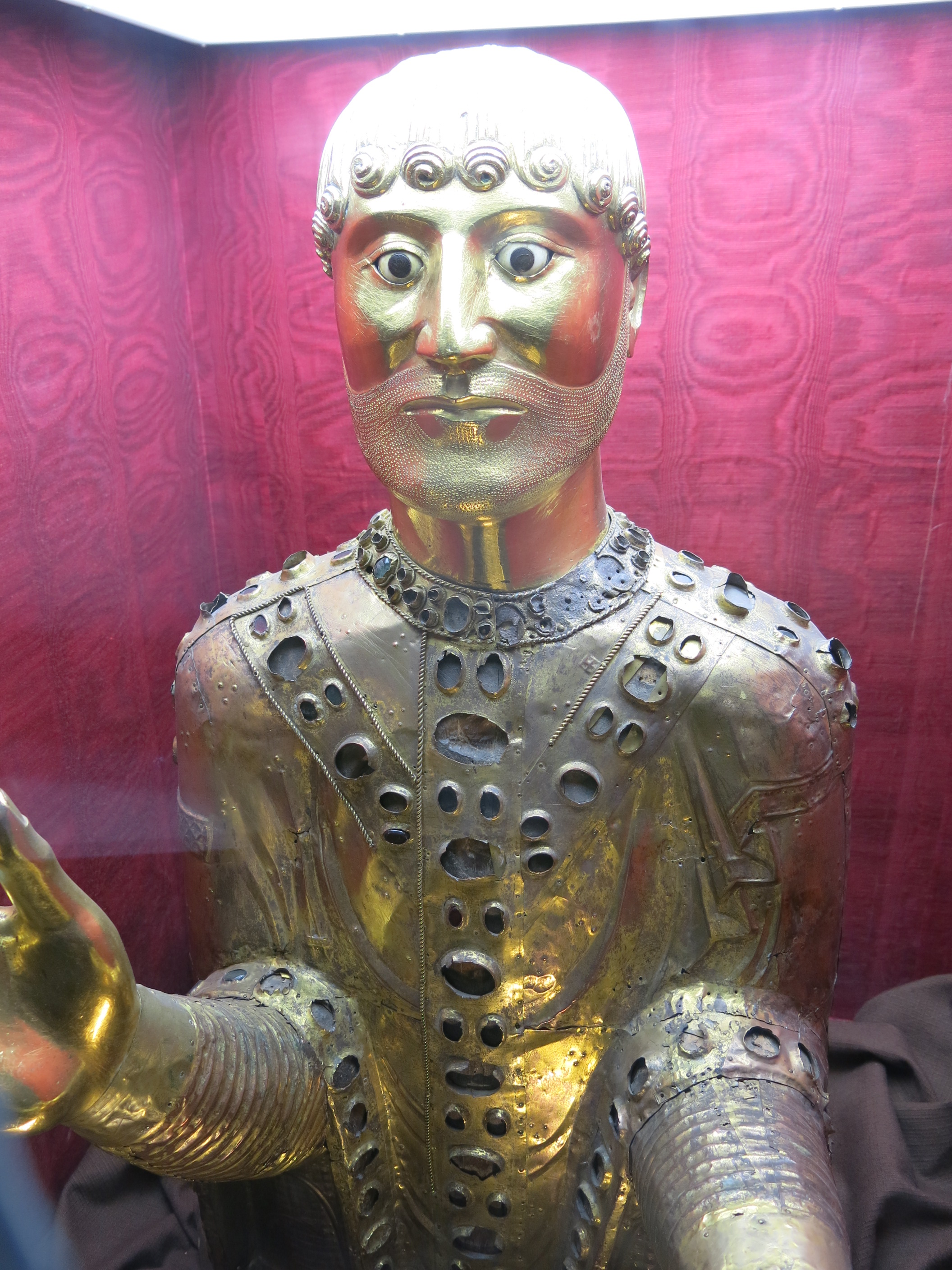
Busto de Saint-Baudime
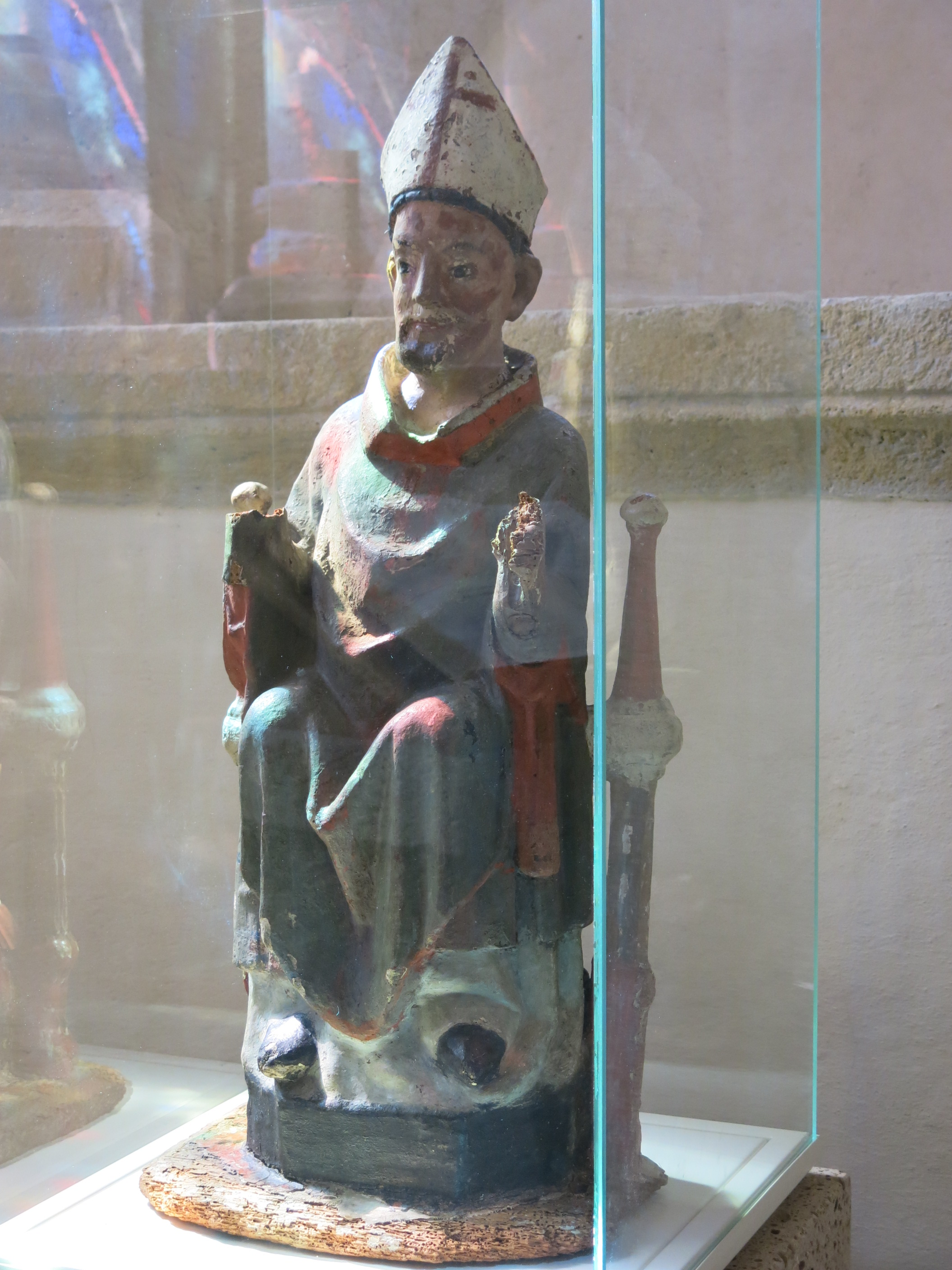
Estatua de Saint-Nectaire